# رشيد الحمداوي
رشيد الحمداوي، باحث مغربي في العلوم الإسلامية. ولد سنة 1977م، ونشأ بمدينة مراكش.
وتابع بها دراسته إلى أن نال الإجازة في الدراسات الإسلامية سنة 1999م. وكان الأول في الترتيب. نال دبلوم الدراسات العليا المعمقة (الماجستير) بدار الحديث الحسنية للدراسات الإسلامية العليا سنة 2002م. ثم نال شهادة الدكتوراه ب«وحدة الاجتهاد المقاصدي: التاريخ والمنهج» بشعبة الدراسات الإسلامية بكلية الآداب والعلوم الإنسانية بمكناس سنة 2010م.
عمل أستاذا لمادة التربية الإسلامية بالسلك الثانوي إلى سنة 2012م، ثم أستاذا للتعليم العالي مساعد بالمركز الجهوي لمهن التربية والتكوين بمراكش. اهتم بمجال تطوير الذات وقدم فيه دورات تدريبية كثيرة منذ سنة 2012م، كما عني بتقديم الدروس والمحاضرات في المساجد والجمعيات.

## الكتب
- كتاب «المتشابه اللفظي في القرآن ومسالك توجيهه عند أبي جعفر بن الزبير الغرناطي»، عن مكتبة أولاد الشيخ بمصر سنة 2003م.
- «اقتباس أنوار الهدى فيما يتعلق ببعض أوجه الأدا» لأبي حفص الفاسي، تقديم وتحقيق. وصدر عن مركز أبي عمرو الداني للدراسات القرائية المتخصصة، التابع للرابطة المحمدية للعلماء سنة 2012م.
- نهاية التحقيق في مسألة تعليق التعليق" ويليه "التماس الرشد في مجاوبة الرشد"، كلاهما لأبي حفص الفاسي، تقديم وتحقيق. صدر عن دار الكتب العلمية بلبنان سنة 2012م.
- «إزاحة الإشكال عن إباحة السؤال»، ويليه «إجادة التأليف في بيان متعلق التكليف»، كلاهما لأبي حفص الفاسي، تقديم وتحقيق. صدر عن دار الكتب العلمية بلبنان، سنة 2012م.
- «كيف نبني التفكير الإيجابي وفق المنظور القرآني»: صدر عن مطبعة create سنة 2016م.

## الأبحاث العلمية
1. «موقع المتشابهات اللفظية من علوم القرآن»: مقال منشور بالعدد 1، من مجلة الإرشاد مارس – أبريل، سنة 2003م.
2. «وحدة النسق في السور القرآنية وأثر ملاحظتها في التفسير»، منشور بالعدد 22 من بمجلة الإحياء، سنة 2004م.
3. «وحدة النسق في السورة القرآنية: فوائدها وطرق دراستها»: منشور بالعدد الثالث من مجلة معهد الإمام الشاطبي للدراسات القرآنية، يوليو 2007م.
4. «جواب العلامة أبي حفص الفاسي عن مسألتين في أسماء السور»، تقديم وتحقيق: منشور بالعدد 69 من مجلة آفاق الثقافة والتراث، مارس 2010م.
5. «تقييد في ردّ ما نُسِب إلى الإمام مالك من قتل الثلث استصلاحا للثلثين» لأبي عبد الله المسناوي، تقديم وتحقيق: منشور بالعدد العاشر من مجلة المذهب المالكي، صيف عام 2010م.
6. «تحرير قول خليل: وخَصَّصتْ نيةُ الحالف» لابن مبارك السجلماسي، تقديم وتحقيق: بالعدد الثامن من مجلة «قطر الندى»، محرم سنة 1432هـ.
7. «جواب العلامة أبي حفص الفاسي في مسألة الأحباس المعطلة»، تقديم وتحقيق: منشور بالعدد الثاني عشر من مجلة المذهب المالكي، صيف 1432هـ - 2011م.
8. «موقف ابن رشد الحفيد من المصلحة المرسلة من خلال بداية المجتهد»: منشور بالعدد الأول من مجلة الوسط، يوليوز سنة 2011م.
9. «جواب العلامة أبي حفص الفاسي في حكم إهداء الخيل للعدو المهادن» تقديم وتحقيق، منشور في العدد رقم 77 من مجلة آفاق الثقافة والتراث، الصادر في أبريل 2012م.
10. «حكم التسعير في الفقه المالكي، فتوى العلامة أبي حفص الفاسي في حكم تسعير الحليب نموذجا» تقديم وتحقيق. منشور في العدد 14 من مجلة «المذهب المالكي» الصادر في أبريل 2012م.
11. «مسالك الكشف عن مقاصد السور القرآنية»، في العدد الأول من مجلة «الترتيل»، الصادر عن مركز الدراسات القرآنية بالرباط التابع للرابطة المحمدية للعلماء، سنة 2013م.